# ديريك لامب (لاعب كرة قدم)
ديريك لامب (بالإنجليزية: Derek Lampe)‏ هو لاعب كرة قدم بريطاني في مركز الدفاع، ولد في 20 مايو 1937 في إدمونتون ‏ في المملكة المتحدة. لعب مع نادي فولهام.